# Шурф

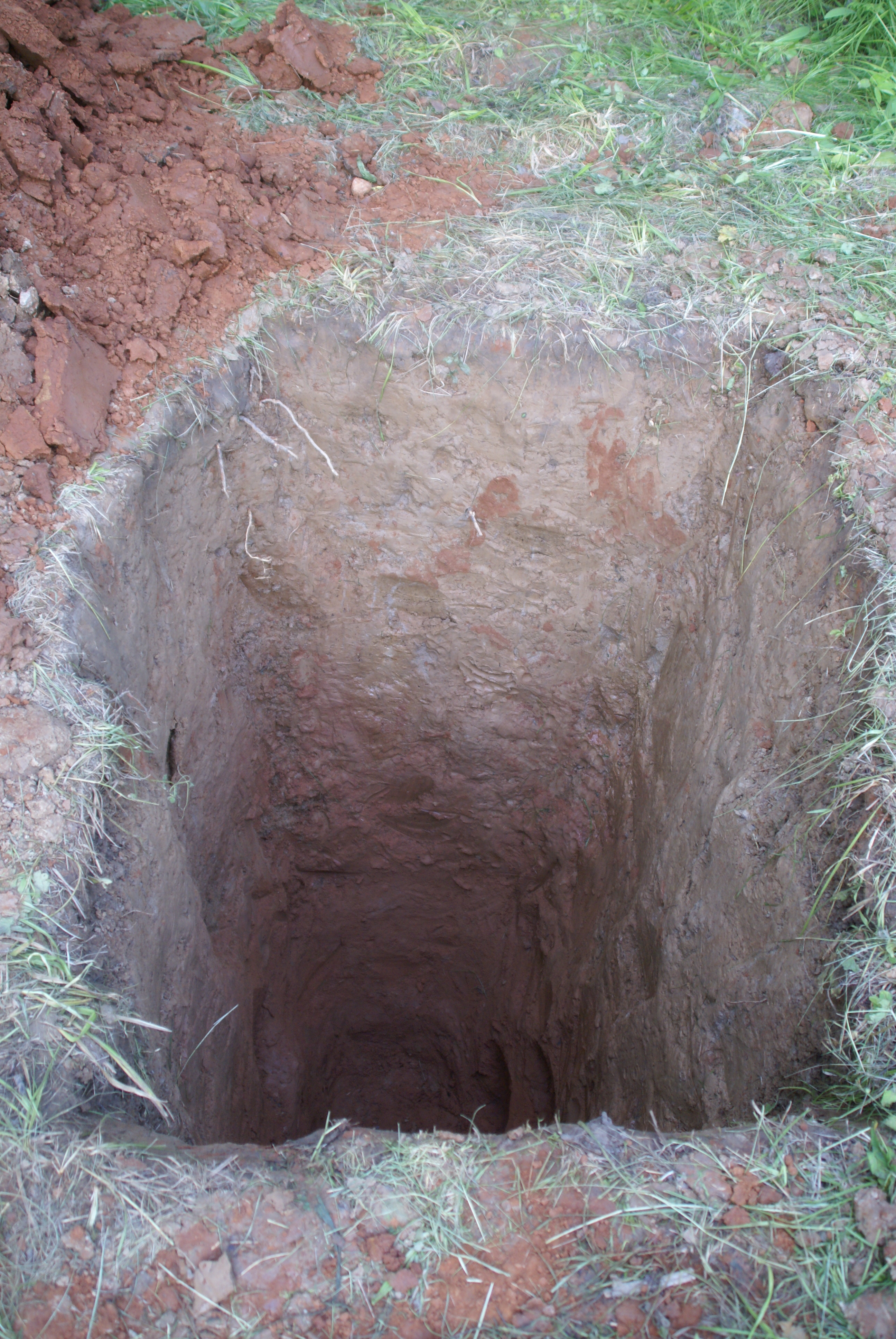
Шурф в четвертичных отложениях московского региона

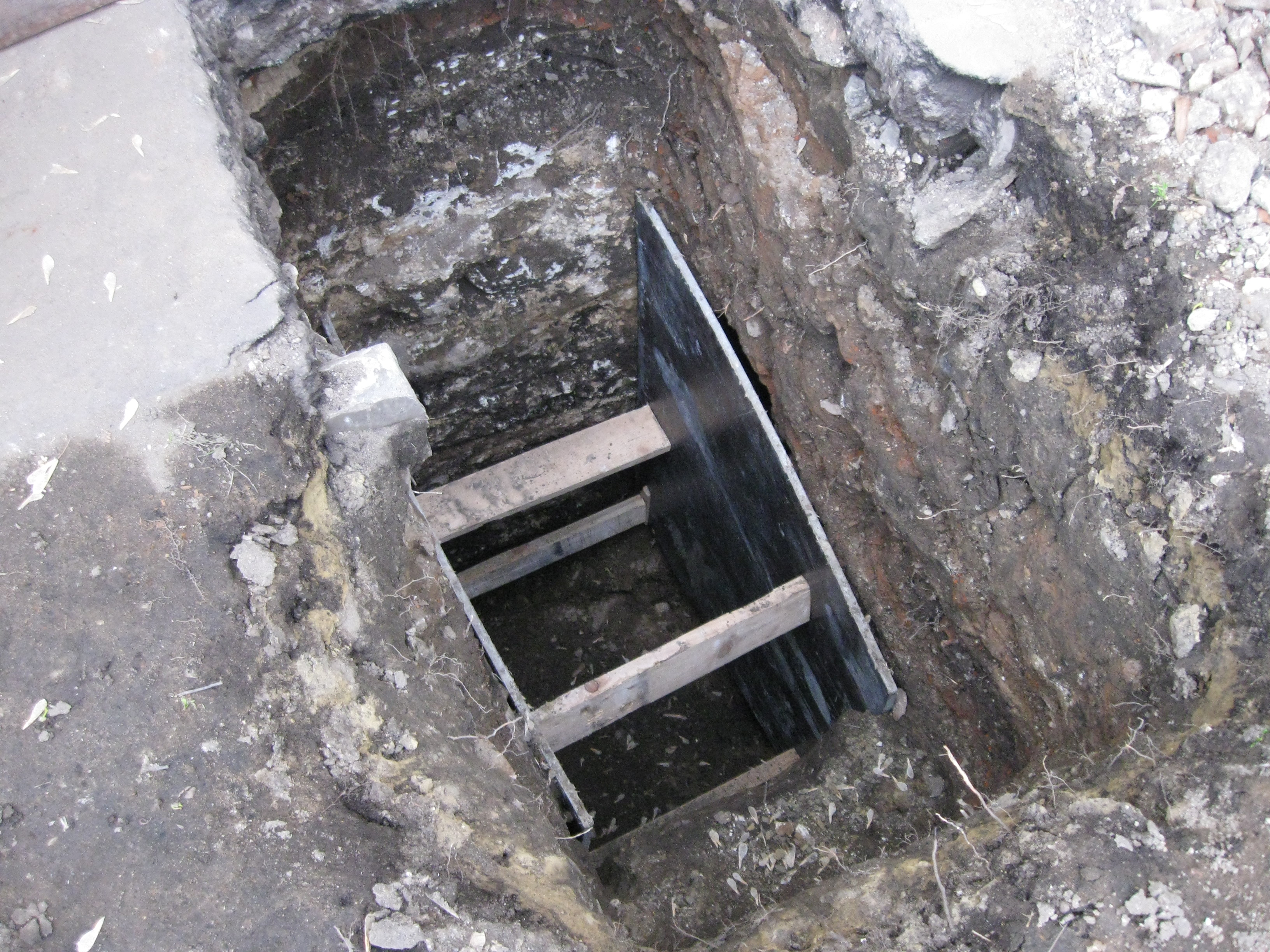
Закрепление стенок шурфа

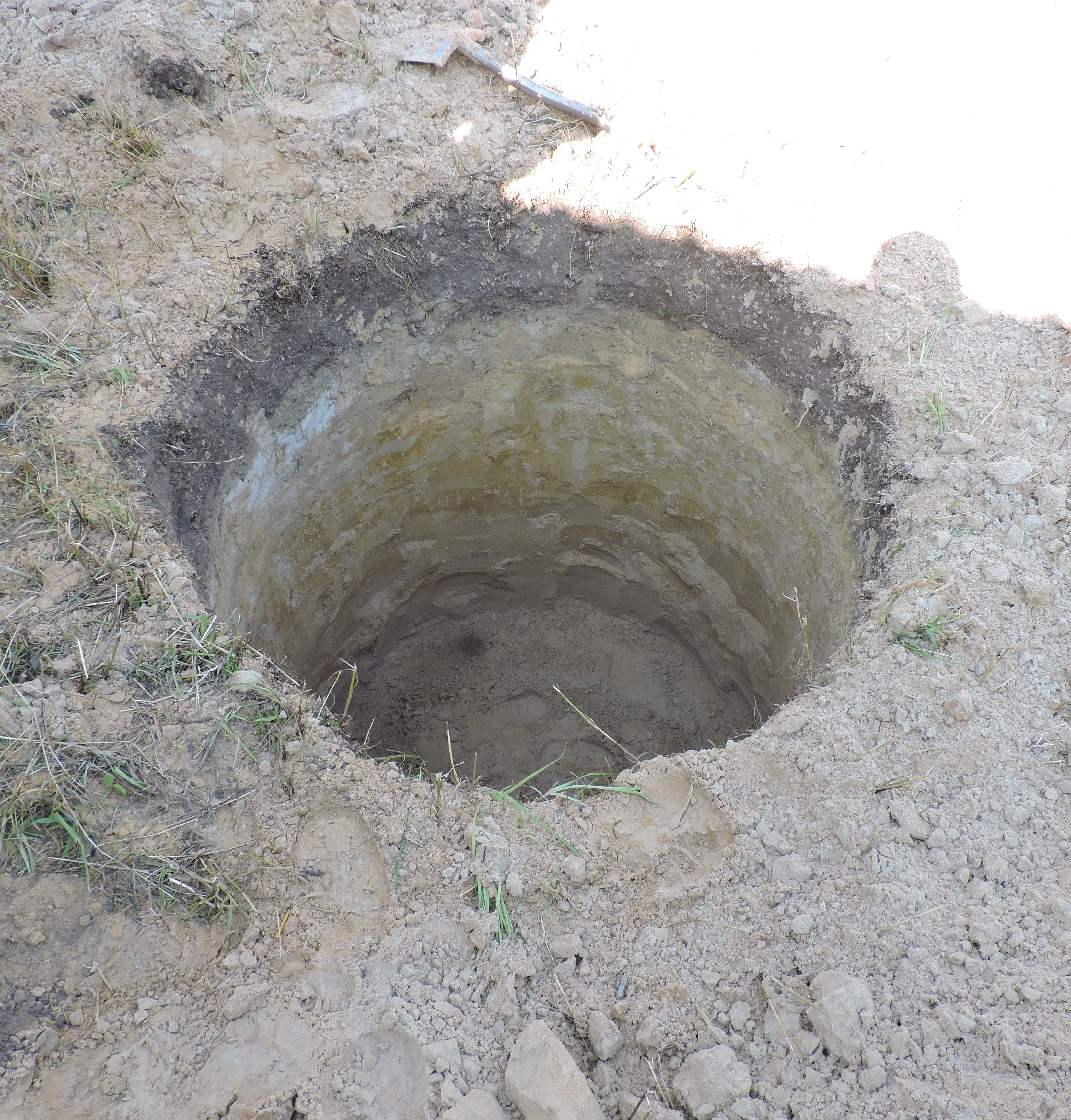
Шурф круглого сечения для питьевого колодца

Шурф (нем. Schurf) — вертикальная (редко наклонная) горная выработка квадратного, круглого или прямоугольного сечения, небольшой глубины (редко более 20—30 м), проходимая с земной поверхности для разведки полезных ископаемых, при инженерно-геологических изысканиях, для вентиляции, водоотлива, транспортирования материалов, проведения археологических разведок, спуска и подъёма людей и для других целей. Площадь поперечного сечения шурфа — от 0,8—4 м². Форма поперечного сечения подразделяется на круглое либо прямоугольное, редко квадратное. В мягких грунтах шурфы проходятся при помощи ручного инструмента — лопат, ломов, а извлечённый грунт поднимается на поверхность с использованием ведра и верёвки. В рыхлом грунте стенки шурфов закрепляются балками и настилом для предотвращения осыпания. При проходке (рытьё) шурфа часто употребляется выражение «бить шурф».

## Значения
- Дудка — небольшие шурфы круглого сечения[2].
- Шурф — небольшой или пробный раскоп в археологии или почвоведении. Во взрывном деле шурфом называют подкоп под взрываемый объект, стену или дамбу, для закладки заряда взрывчатого вещества.

## Обозначение на картах

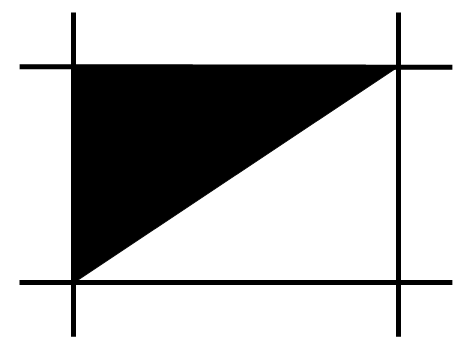
Шурф на инженерно-геологических картах

Согласно ГОСТ 21.302-2013 шурф в документации по инженерно-геологическим изысканиям обозначается как колодец прямоугольной формы с зачернённым верхним левым углом.